# Петишовці
Петишовці (словен. Petišovci) — поселення в общині Лендава, Помурський регіон, Словенія. Висота над рівнем моря: 158,2 м.